# Barnet du gav os
Barnet du gav os er en dokumentarfilm instrueret af Barbro Boman efter eget manuskript.

## Handling
Filmen fortæller om Knud og Helle, som får en søn. Som alle forældre drømmer de om drengens fremtid, men efterhånden som han vokser op, får de en fornemmelse af, at han ikke udvikler sig normalt. De får ham undersøgt, og det konstateres, at han er åndssvag. Først da drengen er syv år, og Helle venter sit andet barn, overvinder forældrene deres modvilje mod "anstalter" og får drengen anbragt i en børnehave for åndssvage børn. I børnehaven som i eksternatskolen kan leg og undervisning tilpasses efter drengens evner, således at hans evner får så gode udviklingsbetingelser som muligt.